# 香港大熊貓
香港大熊貓目前共有6隻，其中4隻由中央贈送，另外2隻在香港出生。香港先後有3批大熊貓由中央贈送，每批均有一隻雄性一隻雌性。第一對安安和佳佳於1999年來港，均已逝世。第二對樂樂和盈盈於2007年來港，於2024年8月15日誕下龍鳳胎，帶來第一批在香港出生的大熊貓。第三對安安和可可於2024年來港。除了第二批因到港時只有編號而在香港命名外，所有贈港大熊貓都保留了在內地的原名。
目前，所有香港大熊貓皆居於香港海洋公園內，並由該園的護理員照顧起居。在展覽方面，海洋公園海濱樂園的「香港賽馬會四川奇珍館」及「大熊貓之旅」為大熊貓的寓所兼展覽場地。2025年2月26日，陳茂波就2025年財政預算案表示，為落實「無處不旅遊」的理念及《香港旅遊業發展藍圖2.0》，來年會向旅發局撥款12.35億元，加強熊貓旅遊、賽馬旅遊等特色項目。

## 概覽

### 現存大熊貓
| 圖片           | 名字              | 性別 | 出生日期                  | 簡介 |
| 樂樂（2011年） | 樂樂              | 雄   | 2005年8月8日              | 2007年4月27日贈送到香港的第二對大熊貓之一，以慶祝香港主權移交十週年。名稱經由香港人從命名比賽中挑選出來，來港前只有編號606。常駐場館為大熊貓之旅。 |
| 盈盈           | 盈盈              | 雌   | 2005年8月16日             | 2007年4月27日贈送到香港的第二對大熊貓之一，以慶祝香港主權移交十週年。名稱經由香港人從命名比賽中挑選出來，來港前只有編號610。常駐場館為大熊貓之旅。 |
|                | 可可              | 雌   | 2019年6月26日             | 2024年9月26日贈送到香港的第三對大熊貓之一。經過命名比賽決定保留原名。常駐場館為香港賽馬會四川奇珍館。                                              |
|                | 安安 （第二代）   | 雄   | 2019年6月28日             | 2024年9月26日贈送到香港的第三對大熊貓之一。經過命名比賽決定保留原名。常駐場館為香港賽馬會四川奇珍館。                                              |
|                | 加加 (港產大熊貓) | 雌   | 2024年8月15日 凌晨2時05分 | 盈盈、樂樂的龍鳳胎子嗣，民眾普遍稱之為「家姐」 |
|                | 得得 (港產大熊貓) | 雄   | 2024年8月15日 凌晨3時27分 | 盈盈、樂樂的龍鳳胎子嗣，民眾普遍稱之為「細佬」 |

### 已離世大熊貓
| 圖片           | 名字            | 性別 | 出生日期      | 逝世日期       | 簡介                                                                              |
| 安安（2012年） | 安安 （第一代） | 雄   | 1986年8月     | 2022年7月21日  | 1990年作为亲善使者出访新加坡 最長壽的圈養雄性大熊貓，1999年定居香港，2022年離世。 |
| 佳佳（2012年） | 佳佳            | 雌   | 1978年7月28日 | 2016年10月16日 | 最長壽圈養熊貓。1999年定居香港，2016年離世。                                      |

## 歷史

### 香港援助汶川大地震的熊貓

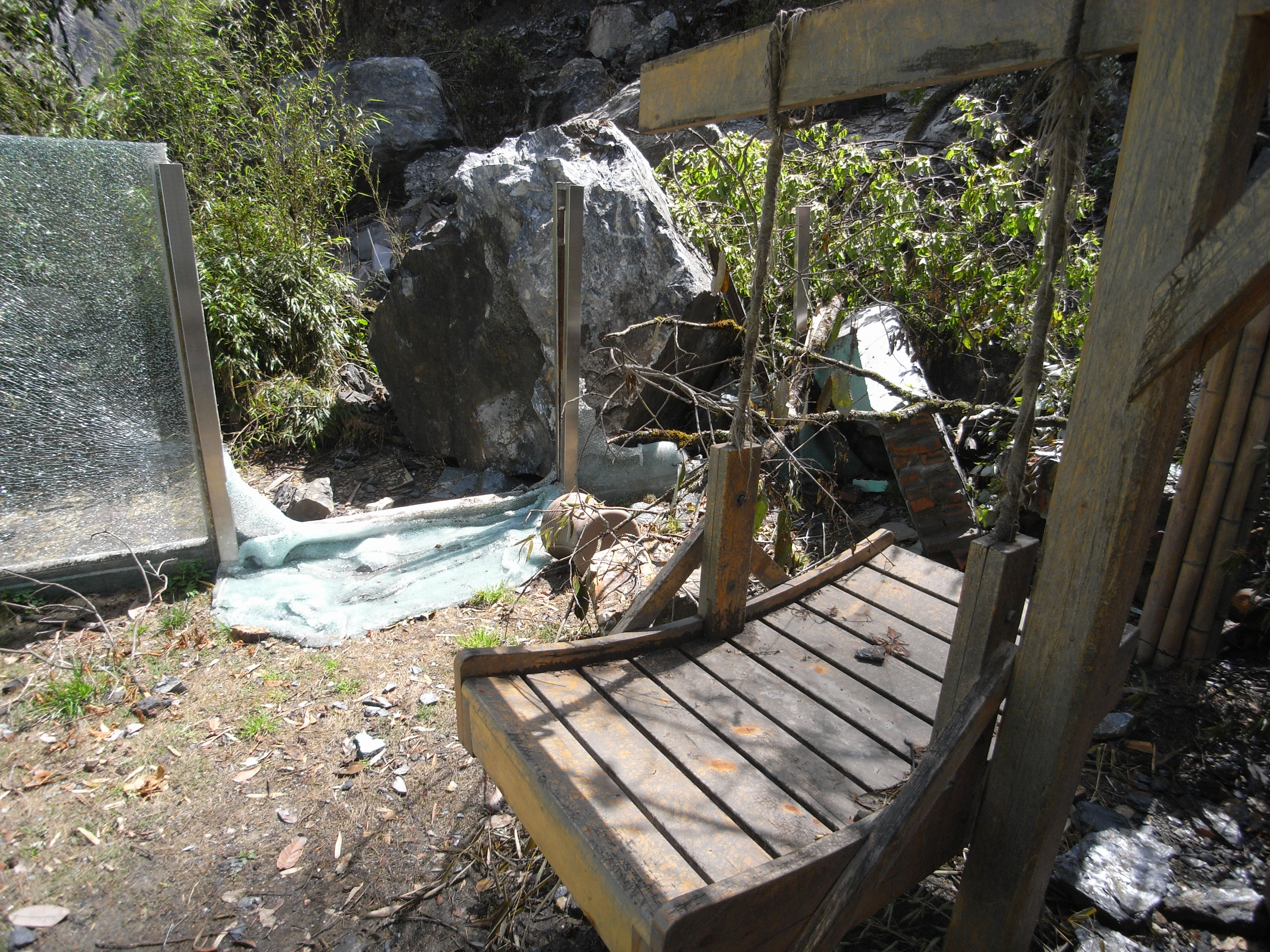
塌牆壓死1頭熊貓，多頭熊貓從破牆逃出失蹤。

2008年汶川大地震令上述熊貓的童年故鄉臥龍（屬汶川縣）受重創，核桃坪基地全毀，但國務院在「一省援建一個重災县」名單上遺漏了卧龙這個国家级自然保护区，臥龍得不到国家制度上的援助。臥龍此時想起了一国两制，臥龍遂向時任香港發展局局長林鄭月娥求救。那時香港深陷2008年金融危機、08股災，四川省委書記彭清華憶述「香港正遭遇国际金融危机严重冲击，股市楼市震荡、经济波动较大，市民生活也面临诸多困难，但...丝毫没有减弱香港同胞支援救灾」。香港決定出手，援建了大熊猫相關23个项目，花費14.22亿人民币（其中1.9億元是追加的，因為香港援助四川的122億總捐款有餘款，香港也不收回，將餘款改用於臥龍）。
援建熊貓是香港第一次境外援建工程。由於地震時塌牆壓死1頭熊貓，多頭熊貓從破牆逃出失蹤，川震校舍倒塌又壓死5,300名學生，香港堅持用國際規範的工程管理杜絕豆腐渣工程，在臥龍卻處處受阻，多次要四川省發改委用「中國特色方法」解決，事後香港發展局總結「四川重建是在內地講一國兩制」。建设过程泥石流、滑坡频发，「香港公务人员、专家和技术顾问，冒着风险长期留在卧龙调研、监督，我们很感动」。香港作為臥龍堅強後盾，保障了專業人才供應臥龍。香港援建令30萬四川同胞受惠。為感謝香港人對臥龍国家级自然保护区的付出，由香港援建的神樹坪「中華大熊貓苑」、都江堰大熊貓保育基地對香港人永久免票。2016年四川省長尹力代表四川人感謝「香港同胞長期以來對四川經濟社會發展，特別是抗震救災、恢復重建的關心、支持和幫助」。四川省委書記彭清華評價，「香港不仅为四川建起了一个个高质量的项目工程，也给我们带来了先进理念和管理机制……四川人民永远永远铭记」。

### 香港回歸27周年 中央贈送2大熊貓
2024年7月1日，在香港27周年紀念日慶祝酒會上，行政長官李家超宣佈，中央將向香港送贈一對大熊貓，未來數月抵港。他感謝中央對特區的支持，認為可帶給市民歡笑喜悅，讓社會團結一致共同為香港創造更輝煌的成績。
李家超還提到，今年是中華人民共和國成立七十五周年，中央送贈大熊貓予香港特區別具意義。特區政府會全力做好迎接大熊貓的準備工作，感謝國務院港澳事務辦公室（港澳辦）及國家林業和草原局（國家林草局）為此所作出的努力和協助。特區政府已與港澳辦及國家林草局展開對接，商討大熊貓赴港的安排。特區政府會立刻展開籌備，確保香港海洋公園做好照顧大熊貓的各項工作。
7月8日，李家超偕同夫人林麗嬋及特區政府官員和海洋公園代表，到訪中國大熊貓保護研究中心都江堰基地，瞭解大熊貓的護理、飼養和商討赴港安排等細節。9日，李家超表示，中央送贈香港的一對大熊貓已選定，年齡約五至八歲，身體精壯，雄性大熊貓體重120多公斤，動作敏捷，聰明好動；雌性大熊貓體重約100公斤，溫柔可愛，性情溫順，當局力爭一對大熊貓10月1日到達香港。
文化體育及旅遊局局長楊潤雄表示，政府將推出宣傳活動保持社會關注，帶動「熊貓經濟」，繼續鼓勵盛事舉行，令各行業受惠；希望中央送到兩隻熊貓时，全港市民有機會觀看，牠们成為香港一員，能夠在好好在香港生活。

### 盈盈誕下首對香港出生熊貓
2024年3月盈盈及樂樂在香港海洋公園成功自然交配，盈盈經過近五個月的孕育期，於2024年8月15日凌晨2時05分及3時27分誕下一對龍鳳胎，為第一對在香港出生的大熊貓。盈盈是在她19歲生日前一日成功做媽媽，是有紀錄以來全球最年長初次成功產子的大熊貓，而且是雙胞胎，案例非常罕見。新生的大熊貓姐弟分別重122克及112克，雙胞胎出生體重比正常體重低、體溫偏低，進食較少，出生時的叫聲亦比較弱，專家評估雙胞胎狀態「非常脆弱」。海洋公園表示兩隻大熊貓寶寶料數月後才與市民正式見面。
就此，香港海洋公園特意開設香港首個以熊貓為主題的社交網站，分享大熊貓近況。
2024年9月14日為大熊貓龍鳳胎寶寶滿月，香港海洋公園社交網站發布多張大熊貓寶寶的照片，一對小姊弟俯臥在枕頭上，已逐漸呈經典「大熊貓」模樣，但尚未能看見東西及聽見聲音。目前大熊貓正處於「暴風式成長」期，姊姊體重已從122克增至910克；弟弟亦從出生時112克增至814克。隨體質變強，預計兩周後這對熊貓寶寶將無需再使用保溫箱。
由於龍鳳胎為姐姐及弟弟，按香港人習慣稱呼家裡的小朋友，暱稱姐姐為「家姐」，弟弟為「細佬」，所以「家姐」和「細佬」亦成為他們的乳名。
2025年2月15日，大熊貓龍鳳胎半歲當天舉行亮相儀式，2月16日正式對市民公開展出。他們在半歲時體重均已超過11公斤。
2025年5月27日，香港海洋公園正式公佈經過徵名比賽後，「家姐」命名為「加加」，「細佬」則命名為「得得」，以分別寓意「家國騰飛」及「事事都得」。

## 事件
- 2008年11月30日，安安（第一代）咬傷女飼養員。事後當局解釋工作人員與熊貓不可能同場出現，事故屬於人為出錯。[27]
- 2015年7月28日，佳佳踏入37歲高齡，相等於111歲人類，刷新兩項健力士世界紀錄，包括成為全球圈養的最長壽大熊貓，與及當時在世的全球圈養最長壽大熊貓。海洋公園特此推出多項慶祝優惠。
- 2024年8月15日，盈盈誕下一對龍鳳胎，為第一對在香港出生的大熊貓。盈盈是在她19歲生日前一日成功做媽媽，是全球有紀錄以來首次生育時年紀最大的大熊貓，而且是雙胞胎，案例非常罕見。[28]
- 2024年9月26日，由中央送贈香港的第三對大熊貓安安（第二代）與可可，早上十一時許從四川成都飛抵香港，特區政府在香港國際機場舉行大熊貓抵港歡迎儀式。隨後，大熊貓的車隊由警方開路，經北大嶼山公路、紅磡海底隧道和香港仔隧道，下午近一時二十分抵達海洋公園。[29]

## 外部連結
- 香港海洋公園香港大熊貓官方專頁的Instagram帳戶（繁體中文）